# Ängsvik
Ängsvik – miejscowość (tätort) w Szwecji, w regionie administracyjnym (län) Sztokholm, w gminie Värmdö.
Według danych Szwedzkiego Urzędu Statystycznego liczba ludności wyniosła: 447 (31 grudnia 2015), 443 (31 grudnia 2018) i 440 (31 grudnia 2019).